# Altica palustris
Altica palustris är en skalbaggsart som först beskrevs av Julius Weise 1888.  Altica palustris ingår i släktet Altica, och familjen bladbaggar. Arten är reproducerande i Sverige.

## Bildgalleri

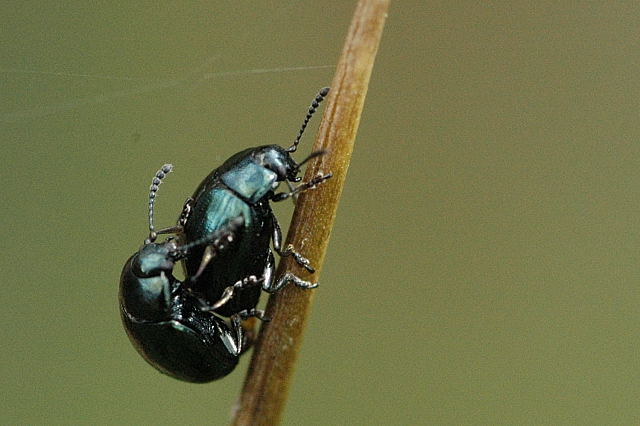